# Alfred Y. Cho
Alfred Yi Cho (Beijing, 10 juli 1937) is een Chinees-Amerikaanse elektrotechnicus, uitvinder en optisch ingenieur. Hij is adjunct-vice-president van Semiconductor Research bij Bell Labs van Alcatel-Lucent. Hij staat bekend als de "vader van moleculaire bundelepitaxie", een techniek die hij eind jaren zestig ontwikkelde. Samen met Federico Capasso is Cho mede-uitvinder van de kwantumcascadelaser bij Bell Labs in 1994.

## Biografie
Cho ging in 1949 naar Hongkong waar hij zijn middelbare schoolopleiding genoot. Hij studeerde elektrotechniek aan de universiteit van Illinois alwaar hij zijn bachelor (1960) en master (1961) behaalde en er in 1968 promoveerde. Aansluitend kwam hij terecht bij Bell Labs, in 1984 werd hij er afdelingshoofd en in 1987 leider van het Materiaal Processing Research Lab.
Eind jaren 1960 ontwikkelde hij samen met John R. Arthur bij Bell Labs de moleculaire bundelepitaxie (MBE). Dit is een depositiemethode waarbij laag voor laag een thin film op een monokristallijne substraat (GaAs, Si) wordt aangebracht met behulp van een moleculaire bundel van atomen. MBE is een veel toegepaste techniek bij de productie van III-V-halfgeleiders, zoals led's, zonnecellen en transistoren.

## Erkenning
Cho heeft reeds vele onderscheidingen mogen ontvangen, waaronder International Prize for New Materials van de American Physical Society in 1982, de Solid State Science and Technology Medal van de Electrochemical Society in 1987, de National Medal of Science in 1993, de IEEE Medal of Honor in 1994 en de Elliott Cresson Medal van het Franklin Institute in 1995. In 2009 werd hij opgenomen in de National Inventors Hall of Fame.